# Whitemarsh Hall
Whitemarsh Hall est un château qui se trouvait à Wyndmoor, dans le comté de Montgomery (Pennsylvanie), aux États-Unis. Construit en 1921, il est détruit en 1980. Il appartenait au banquier Edward Stotesbury (en) et à sa femme Eva. Il est considéré comme l'une des plus grandes résidences privées des États-Unis (en).

## Localisation
Le château est situé sur un domaine de 1,2 km². En dépit de son nom, il se trouvait dans la ville de Springfield (Pennsylvanie) et non de Whitemarsh Township.

## Historique
Le château est construit entre 1916 et 1921. Il s'agit d'un cadeau de mariage d'Edward Stotesbury à sa seconde épouse, Eva (née Roberts et connue sous le nom de Lucretia Cromwell pendant son premier mariage). Son inauguration a été retardée par la Première Guerre mondiale : en effet, si les éléments extérieurs étaient pratiquement achevés à la fin du conflit, les décorations et l'ameublement intérieur, dont beaucoup ont été achetés en Europe, alors ravagée par la guerre, ont pris beaucoup plus de temps à arriver.
Plus de 70 jardiniers travaillaient sur la propriété. 40 personnes travaillaient dans le château, mais beaucoup suivaient le couple lorsqu'ils gagnaient leur manoir en Floride (El Mirasol) pour l'hiver ou celui de Bar Harbor dans le Maine (Wingwood House (en)) pour l'été. En plus du couple et de leurs domestiques vivaient à Whitemarsh Hall les deux enfants du premier mariage d'Eva, Jimmy et plus rarement, Louise ; ils avaient alors tous les deux déjà atteint l'âge adulte.
Pendant environ neuf ans, le manoir est le siège de bals et de réceptions somptueuses. Leur fréquence chute un peu après la Grande Dépression de 1929 et encore plus après 1933, lorsque les Stotesburys ont été ouvertement critiqués pour leur vie fastueuse alors que les Américains souffraient dans tous le pays de la crise économique. La mort d'une de leurs filles en 1935 a également participé à mettre un terme à cette vie.
Après la mort de son mari en 1938, Eva Stotesbury rencontre des difficultés financières. Il fallait compter plus d'un million de dollars par an pour entretenir le château et le vaste propriété qui l'entoure. Par ailleurs, à la suite de la Grande Dépression, la valeur de Whitemarsh Hall et ses meubles précieux a été considérablement réduite. Elle quitte dont le château et déménage dans sa propriété d'El Mirasol à Palm Beach (Floride). Elle fait don des clôtures en acier qui ceinturaient le domaine (3 km de long et 2,4 m de hauteur ) au ministère de la Guerre pour être transformées en métal afin de créer 18 000 fusils.
Pendant la Seconde Guerre mondiale, le château est utilisé pour conserver des œuvres d'art du Metropolitan Museum of Art de New York, dans la crainte d'une attaque allemande sur la ville. Après la mort de son mari, Eva Stotesbury essaie de vendre la propriété, mais elle ne trouve aucun acquéreur. Whitemarsh Hall est finalement vendu 167 000 $ à la Pennsalt Chemical Corporation (de nos jours Total Petrochemicals USA) pour en faire un laboratoire de recherche. Une grande partie des terrains entourant le château sont cédés à des promoteurs immobiliers, dont l'activité est florissante après la fin de la guerre. Pennsalt conserve le château et ses décors tout en le modernisant et en construisant de nouvelles installations dans les jardins qu'ils ont conservés.
En 1963, la société, alors renommée Pennwalt, construit un nouveau centre de recherche à King of Prussia et quitte alors Whitemarsh Hall, qui est vendu à un groupe d'investissement immobilier. Des tentatives ont lieu pour sauvegarder le château mais elles échouent et le bien se détériore au fil des années, avant d'être même vandalisé. La démolition est accomplie, même si des différends sur le projet remplaçant le château (des appartements de luxe sont envisagés) retardent sa mise en œuvre pendant un certain nombre d'années.
Le château, qui était plus grand que la Maison-Blanche de Washington, est détruit en 1980. Un lotissement de maisons modernes du nom de Stotesbury Estates le remplace. Les piliers en calcaire massifs qui faisaient partie du portique d'entrée du château ont été laissés sur place comme un hommage ainsi que le grand belvédère à l'arrière du château. Aucune maison n'occupe l'emplacement du château lui-même, dont les étages inférieurs et les fondations ont été remblayés. Divers éléments subsistent encore du parc, comme une fontaine, plusieurs statues, des escaliers, des morceaux de clôture basse en pierre ainsi que des murs. Deux piliers de l'entrée extérieure du château, situés à 1,6 km de l'ancien bâtiment, sont encore debout sur Douglas Road, près de Willow Grove Avenue, mais sans leurs portes en acier ; ils permettent de nos jours d'accéder à une résidence privée.

## Description
Le bâtiment a été dessiné par l'architecte de style Beaux-Arts Horace Trumbauer (en). D'une superficie totale de 9300 m² et d'inspiration néo-georgienne, il est composé de six étages (dont trois partiellement ou entièrement souterrains), 147 pièces, 45 salles de bains ainsi qu'une salle de bal, un gymnase, une salle de cinéma, et même une installation frigorifique.
Il est richement décoré, avec des statues, des peintures et des tapisseries achetées par les Stotesbury au fur et à mesure, collection qui fut plus tard léguée au Philadelphia Museum of Art. Le mobilier français de style XVIIIe siècle a été acheté grâce à l'intermédiaire de Joseph Duveen, qui avait auparavant aidé Stotesbury à acquérir la deuxième plus grande collection américaine de portraits anglais. Le sol était couvert de tapis orientaux, eux aussi achetés grâce à Duveen. Ce dernier a également conseillé Stotesbury pour ses achats de sculptures françaises visant à décorer le château.
Les jardins et les aménagements paysagers ont été conçus par le paysagiste Jacques Gréber, dont les dessins sont inspirés d'André Le Nôtre. Il avait déjà réalisé ceux de Lynnewood Hall (en) pour l'homme d'affaires Peter Arrell Brown Widener (en), lequel l'avait ensuite recommandé au couple Stotesbury et qui suivit l'avancée des travaux.
Le domaine comprenait également plusieurs dépendances et des bâtiments de service répartis sur a propriété ainsi que quatre grandes serres arboricoles. De petites serres ont été édifiées pour la mise en culture des nombreuses fleurs nécessaires à la décoration du château pour les fêtes somptueuses qu'organisaient les Stotesburys.
Whitemarsh Hall a souvent été surnommé le « Versailles américain », en raison de la précision des détails architecturaux du château et des jardins.

## Galerie

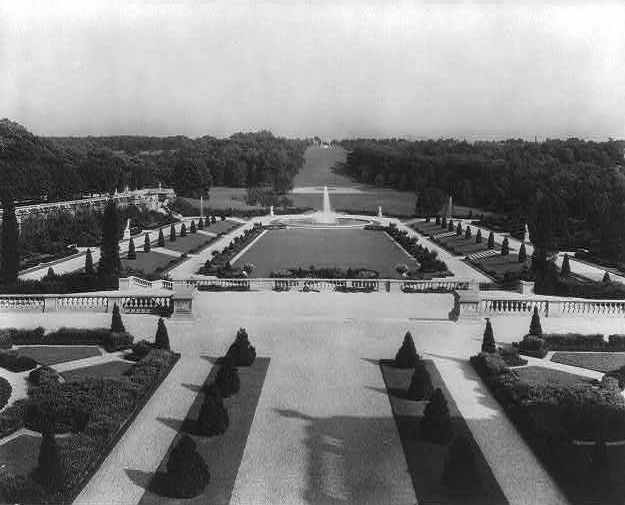
Le parc, dessiné par Jacques Gréber.
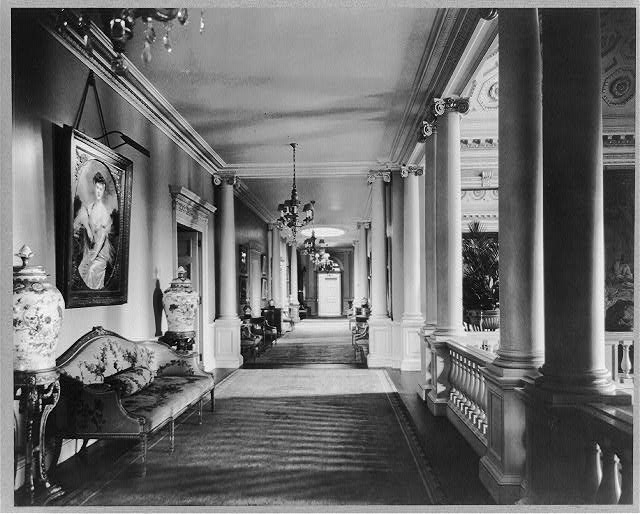
Couloir du deuxième étage.
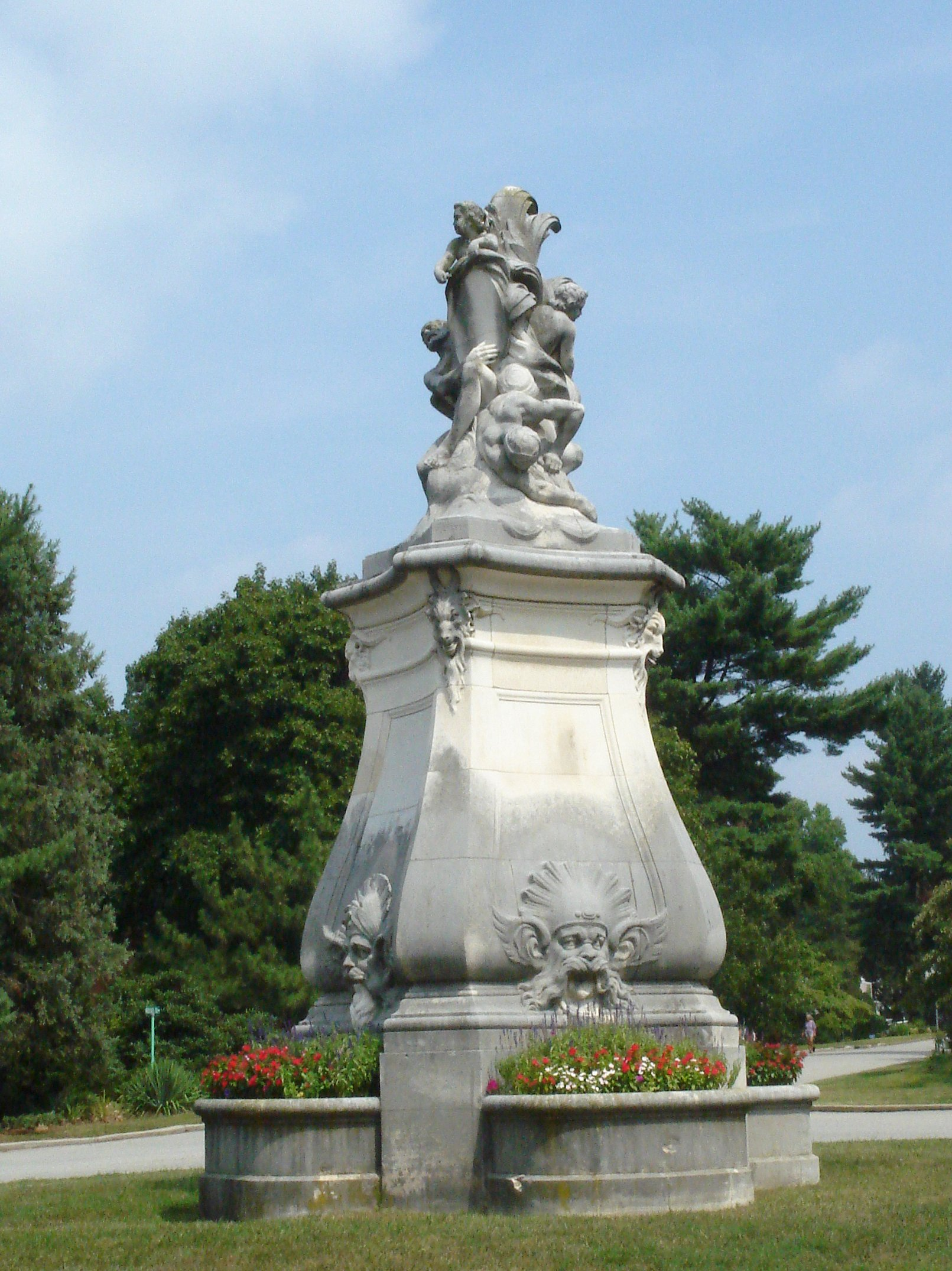
Statue subsistante de nos jours.
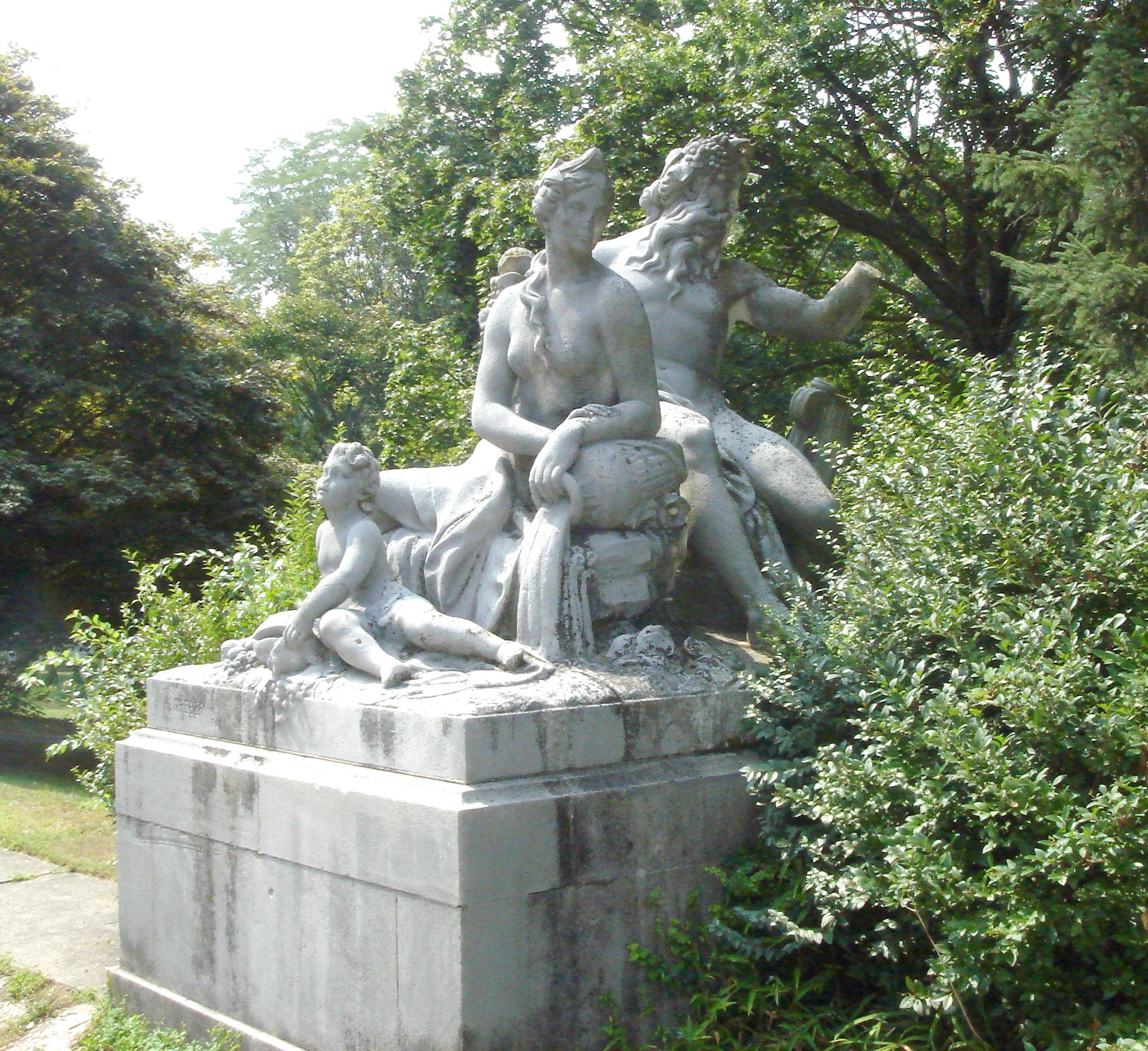
Idem (par Henri-Léon Gréber, le père de Jacques).
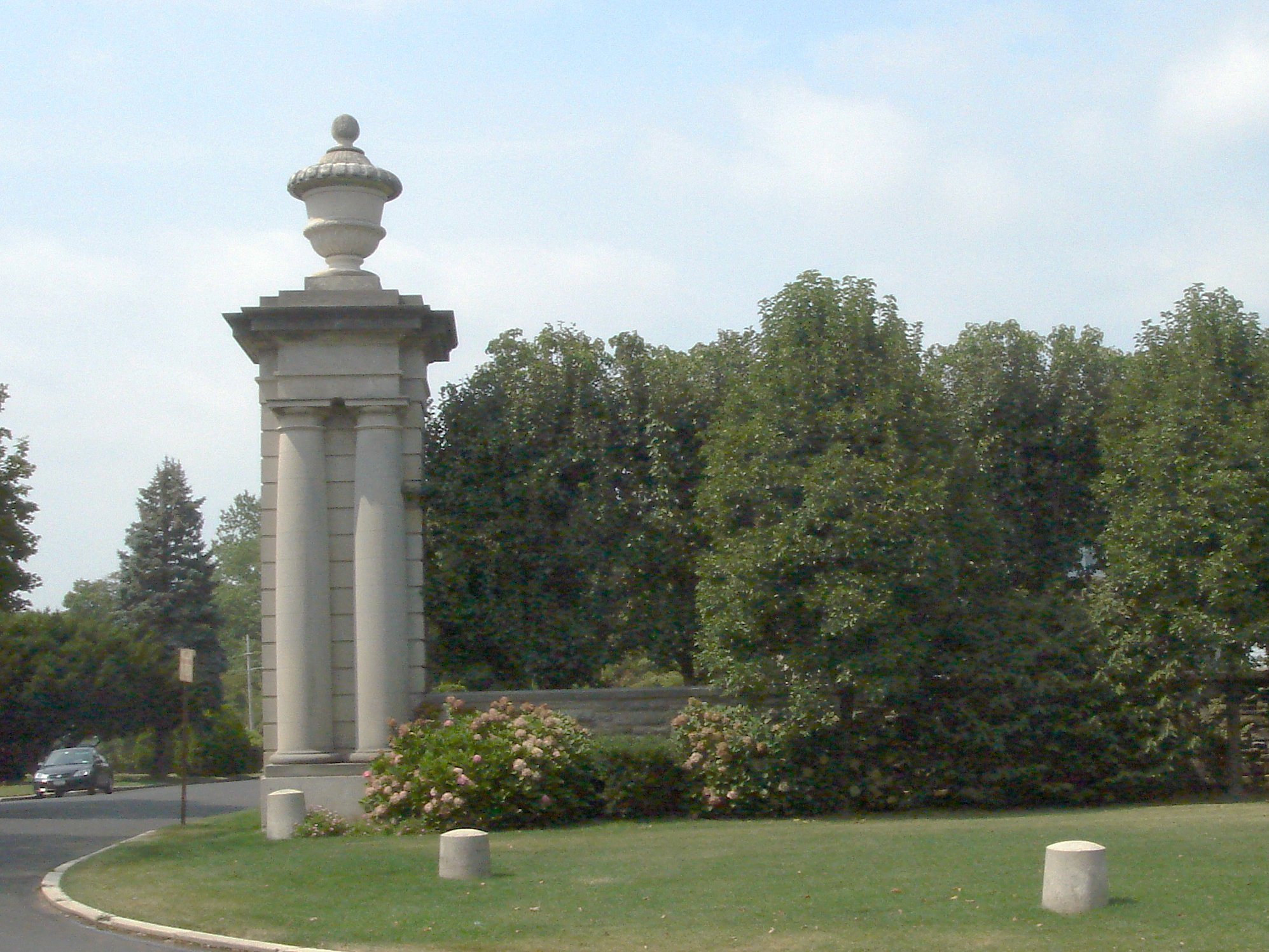
Restes des piliers d'entrée.